# Claire Redfield
Claire Redfield  (クレア・レッドフィールドKurea Reddofīrudo) è un personaggio immaginario e una dei protagonisti della serie di videogiochi Resident Evil della Capcom. È un personaggio giocabile in Resident Evil 2, Resident Evil Code: Veronica X, Resident Evil: The Darkside Chronicles e Resident Evil: Revelations 2.

## Caratteristiche
Claire Redfield è la sorella minore di Chris Redfield, unico parente prossimo conosciuto, ed è una studentessa universitaria che lascia gli studi per mettersi sulle tracce del fratello scomparso che in seguito alle sue varie vicissitudini diventa un'attivista contro le armi biologiche. Pur non avendo conseguito un addestramento in particolare, Claire sa usare molto bene le armi da fuoco e da taglio.
Claire appare come una ragazza tranquilla, altruista e determinata. È molto legata al fratello e alle persone a lei vicine, e si mostra spesso disposta a tutto per esse.
Claire è descritta come una donna alta un metro e sessantanove centimetri, dal peso di cinquantaquattro chili. Ha la carnagione media, gli occhi azzurri e i capelli castani..
Claire ama le motociclette, la musica grunge e la cioccolata calda, questo viene specificato nel libro Codice Veronica di S.D. Perry.

## Biografia
Claire Redfield nasce nel 1979, in una località imprecisata degli Stati Uniti. Non ci sono molte informazioni sulla sua vita, al di fuori del fatto che lascia l'università per andare a Raccoon City, in cerca di notizie del fratello Chris, con il quale ha perso i contatti..

### Resident Evil 2
Per sua sfortuna, il 29 settembre 1998 Claire giunge nella placida cittadina di Raccoon City proprio mentre in questa, si propaga, da ormai un paio di giorni, una epidemia sconosciuta. Non passa molto tempo prima la ragazza si accorga che qualcosa non va. Insieme ad un neo poliziotto, Leon Scott Kennedy, anch'egli giunto da un'altra città, Claire inizia una battaglia per la sopravvivenza.
Nonostante la gravità della situazione, Claire è più che determinata a ritrovare il fratello e quindi andare fino in fondo nella vicenda, e affiancata da Leon, si reca al dipartimento di polizia centrale, dove Trova alcune informazioni sulle recenti attività di Chris. Si imbatterà in Brian Irons, il sinistro direttore del dipartimento, che si limita a dargli risposte insensate, per poi rivelarle agghiaccianti notizie sulla Umbrella Corporation (il caso al quale Chris stava lavorando), ed infine nella piccola Sherry Birkin, figlia di due scienziati al soldo della compagnia, coinvolti in un giro di armi biologiche.
Claire prosegue le sue ricerche e scopre un passaggio che conduce, attraverso le fogne, dal dipartimento ad un laboratorio sotterraneo, nel quale la Umbrella svolge in segreto degli esperimenti. Scopre, dagli appunti del Dr. William Birkin, l'esistenza di alcune tossine virulente sintetiche da lui create, il virus G e il virus T quest'ultimo in collaborazione con Wesker. La dispersione di quest'ultimo ha poi provocato la propagazione dell'epidemia nella città, dalla quale è sempre più difficile fuggire.
Claire, Leon e Sherry affrettano dunque il passo ma sono ostacolati dal padre di Sherry: il Dr. Birkin che, tramutatosi ormai in un mostro irrazionale dopo essersi autoiniettato virus G, ha infettato la stessa Sherry. La battaglia è estenuante ma alla fine riescono ad abbattere la creatura, ad ottenere il vaccino per Sherry e tramite una ferrovia che funge da uscita di emergenza fuggono dallo stabilimento. Raggiunto il confine della città il trio si imbatte nella polizia militare, che per ordine dello Stato ha imposto la quarantena a tutto il perimetro di Raccoon City.
Dopo accertamenti medici Claire viene rilasciata e prosegue le ricerche del fratello, senza perdere comunque i contatti con Leon, che diventa poi un agente governativo. Della piccola Sherry si perdono misteriosamente le tracce.

### Resident Evil: Code: Veronica
A tre mesi di distanza dall'evento che sarà poi conosciuto come "La tragedia di Raccoon City", Claire si dirige in Francia, dove Chris è stato poco dopo aver lasciato Raccoon City. Ma arrivata a Parigi, la giovane viene rintracciata e catturata dalla Umbrella nel tentativo di sabotare un impianto di ricerca appartenente all'organizzazione, e successivamente deportata in un centro di reclusione a Rockfort Island, un fittizio atollo situato nei pressi del Sud America.
Alcune ore dopo la sua cattura, Claire viene liberata dal suo carceriere, Rodrigo Juan Raval, che gravemente ferito, le dà l'opportunità di fuggire. Ma uscita dalla prigione, Claire si rende conto ben presto delle motivazioni del gesto di Rodrigo: in seguito ad un attacco da parte di misteriose forze armate, nell'isola (come a Raccoon City) si è propagato il T Virus, contaminando ogni forma di vita. Incontra Steve Burnside, un ragazzo che come lei è deportato nell'isola ed uniscono le proprie forze per fuggire.
Ma ad ostacolare i giovani, oltre alle creature che infestano l'isola, c'è Alfred Ashford, il comandante delle armate dell'isola e uno dei dirigenti della Umbrella che, essendo convinto che Claire sia la responsabile dell'attacco alla sua isola, è fermamente intenzionato ad eliminarla insieme al ragazzo. Fra trappole mortali ed abomini genetici, i due raggiungono un hangar dove tentano la fuga con un jet. Sfortunatamente per loro la meta del jet viene elettronicamente modificata da Alfred che la imposta in direzione del circolo polare antartico, dove si trova un altro stabilimento di proprietà della multinazionale.
Al loro risveglio, Claire e Steve capiscono di non essere nella meta da loro designata e si dividono per trovare una via di fuga. Si imbattono nel cosiddetto Nosferatu, una creatura cieca in grado di espellere vapori acidi dal torace. Poco dopo aver neutralizzato il Nosferatu (che in realtà è ciò che rimane di Alexander Ashford, il padre di Alfred, trasformatosi in un mostro a causa di un virus sintetico), i due arrivano in un deposito dove trovano un potenziale mezzo per abbandonare lo stabilimento, ma vengono raggiunti da Alfred che dopo un breve scontro a fuoco viene mortalmente ferito da Steve e precipita in un crepaccio. Claire e Steve si affrettano e montano a bordo di un gatto delle nevi, ma anche questa volta il loro tentativo di fuga fallisce a causa di un attacco da parte di una misteriosa creatura.
Nel frattempo, Chris raggiunge Rockfort Island grazie a una email inviata da Leon, che lo informava della cattura di Claire, e dopo un breve incontro/scontro con il suo ex capo Albert Wesker, Chris viene a conoscenza dell'attuale posizione della sorella, e la raggiunge in Antartide.
Claire si risveglia intrappolata da una ragnatela ed in evidente stato confusionario. Ma Chris la raggiunge in tempo, la libera e la cura dal veleno che la stava progressivamente paralizzando. I fratelli sono presto raggiunti da Wesker e da Alexia Ashford, la presunta defunta sorella gemella di Alfred, risvegliatasi da un sonno criogenico durato quindici anni, che adirata per la morte del fratello, è ora in cerca di vendetta. La situazione precipita velocemente, Claire viene nuovamente divisa dal fratello a causa del collasso di una rampa di scale che collegava i due piani dell'edificio nel quale si trovano ed è quindi costretta a trovare una via alternativa per raggiungere Chris, che deve lottare contro Alexia, trasformatasi in una creatura dal sangue incendiario.
Nel suo cammino, Claire ritrova Steve, che a causa di un virus iniettatogli da Alexia (lo stesso che aveva iniettato al padre, e a sé stessa), si trasforma in un mostro e l'attacca, ma Steve riprende per un attimo coscienza e non la uccide. Essendo il suo organismo troppo debole per la rapida alterazione genetica subita, il ragazzo muore poco dopo aver confessato i suoi sentimenti per lei. In quel momento arriva Chris, che cerca di liberarla dall'area in cui Claire è imprigionata, ma la porta che li divide non si apre, in quanto ha una chiusura elettronica progettata per evitare la fuga di bio-armi. Claire passa al fratello un modulo di istruzione per il sistema di sicurezza dello stabile, grazie al quale Chris riesce a liberarla.
Giunti in un'area per attivare il sistema di autodistruzione dello stabile, i fratelli sono raggiunti da Alexia, che subendo un'altra trasformazione (una sorta di "donna-formica"), li attacca. Chris ordina a Claire di andare verso l'hangar, e dopo aver sconfitto definitivamente l'ultima rimasta della stirpe degli Ashford, la raggiunge. Si imbattono nuovamente in Wesker, che cerca di ucciderli, ma astutamente, Chris lo mette fuori combattimento, obbligandolo così alla fuga. Salgono a bordo di un velivolo militare ed abbandonano il luogo, mentre questo viene ridotto in macerie da una piccola esplosione atomica.

### Resident Evil: Degeneration
Nel 2005 Claire, che è diventata una attivista di "TerraSave", una associazione in lotta contro lo sviluppo e l'impiego delle armi batteriologiche, si reca all'aeroporto di Harvardville (una città immaginaria degli U.S.A.) dove ha un appuntamento con una famiglia che lei assiste. Sembra una normalissima giornata ma tutto cambia quando un passeggero che accusava dei malori attacca una guardia, che sembra soccombere al morso. Ma la guardia si rialza e attacca a sua volta un'altra guardia. I passeggeri vanno in panico e la situazione degenera vertiginosamente fino a quando non viene imposta una quarantena in tutto l'aeroporto, Claire capisce immediatamente cosa è accaduto...
Le autorità locali e dello Stato inviano dei Marine per prendere dei provvedimenti. Tra gli agenti governativi c'è anche Leon, inviato sul luogo per la competenza acquisita in questo genere di situazioni. Nel frattempo Claire, che scopre il coinvolgimento della compagnia farmaceutica WilPharma con il contagio dell'aeroporto, si mette insieme al senatore Davis e il Dr. Frederic Downing (dipendenti della compagnia rimasti intrappolati nell'aeroporto) in cerca del vaccino. Scoprirà che è proprio Downing colui che ha diffuso il T-Virus nell'aeroporto ed ha sviluppato il G-Virus nella Wilpharma. Downing intendeva vendere i Virus sul mercato nero. Per fortuna verrà arrestato da Leon e da Angela Miller membro dell'SRT(Service Rescue Tactis) prima che possa farlo grazie a Claire che svela a Leon che dietro a tutto c'era Downing.

### Resident Evil: Revelations 2
Nel 2011 mentre al quartiere generale della TerraSave stanno dando una festa, Claire e Moira Burton (figlia di Barry Burton) vengono rapite da un gruppo sconosciuto e si ritrovano prigioniere dentro delle celle, le ragazze hanno al polso uno strano braccialetto, che non solo è difficile da togliere, ma funge anche da trasmettitore. Scopriranno di essere in un'isola sperduta dove sono usate come cavie per un esperimento e dovranno trovare il modo di fuggire. Le due ragazze nel farsi strada vedendo morire diversi colleghi, risolvendo pericolosi enigmi e uccidendo diversi abomini, scoprono il tradimento del loro capo: Neil Fisher, del quale Claire aveva una grande stima, e che aveva in mente altri piani. Costui viene tradito dalla misteriosa persona responsabile degli esperimenti sull'isola che si fa chiamare la "guardiana" e lo infetta con il virus Uroboros creato da Albert Wesker sempre tenuto in sviluppo dalla donna sorella non biologica di quest'ultimo, ovvero, Alex Wesker. Claire e Moira uccidono Neil trasformato in una creatura mutante, benché il risultato varia secondo le scelte del giocatore, il risultato canonico è quello in cui dopo il crollo della struttura in cui si trovavano, Claire finisce in coma per sei mesi tenuta in ospedale senza essere riuscita a salvare Moira, la quale però è sopravvissuta grazie ad un abitante anziano dell'isola con in il quale è rimasta dopo che l'ha salvata lui invece, costui però sceglierà di morire dopo che hanno scoperto che la figlia dell'uomo fini per diventare uno dei mostri creati da Alex. Nel frattempo Barry Burton raggiunse il luogo per cercare la figlia Moira, trovando una ragazzina di nome Natalia che dispone di alcuni poteri di percezione poiché usata sempre come cavia da Alex Wesker, il duo si fa strada per combattere la donna diventata un mostro mutante anche lei come pure il resto di nuovi abbomini da costei creati, proprio durante lo scontro definitivo con questa, Moira rientra in scena aiutando Barry e Natalia, successivamente vi è anche l'intervento di Claire guarita completamente che li raggiunge in elicottero. Prelevando Moira e Natalia, Barry a distanza ravvicinata e Claire a lunga distanza si occupano della mostruosa Alex che ad un certo punto viene colpita dalla ragazza con un lanciarazzi uccidendola mentre che poi altri agenti della B.S.A.A. intervengono per annientare altre creature rimaste sull'isola. Tuttavia, nonostante la lieta fuga, dopo che Barry adotto Natalia, nel giro di due anni passati, nella bambina vi è rimasta una parte della coscienza della malevola Alex. Finora tale avvenimento non è stato portato avanti nel corso della storia.        

### Resident Evil: Infinite Darkness
Nel 2020 viene confermata la presenza di Claire assieme a Leon S. Kennedy in una miniserie animata anime in CGI, in uscita su Netflix nel 2021, intitolata "Resident Evil: Infinite Darkness".

## Altri media

### Cinema
- Nei tre film ispirati alla saga (Resident Evil: Extinction, Resident Evil: Afterlife e Resident Evil: The Final Chapter), Claire viene interpretata dall'attrice statunitense Ali Larter. In questa saga è l'unico personaggio della serie di videogiochi che sopravvive insieme alla protagonista Alice.
- Claire è la protagonista dell'adattamento cinematografico reboot dei primi due videogiochi, interpretata dall'attrice britannica Kaya Scodelario. In questo film indossa lo stesso abbigliamento come viene visto prima nel videogioco remake di Resident Evil 2.

## Accoglienza
Retrospettivamente, la rivista Famitsū ha classificato Claire come la quattordicesima eroina più famosa dei videogiochi degli anni '90.